# Неферкаухор
Неферкаухор — фараон Древнего Египта из VIII династии, правивший в XXII веке до н. э.
Этот фараон известен не только из Абидосского списка. Сохранился его указ касательно коптского номарха и верховного жреца храма Мина Иди, где за последним закреплялась переданная от отца должность правителя Верхнего Египта, отсюда следует, что в конце VIII династии несколько районов Верхнего Египта управлялись коптскими номархами. Также, дочь фараона Небет вышла замуж за визиря Шемаи.

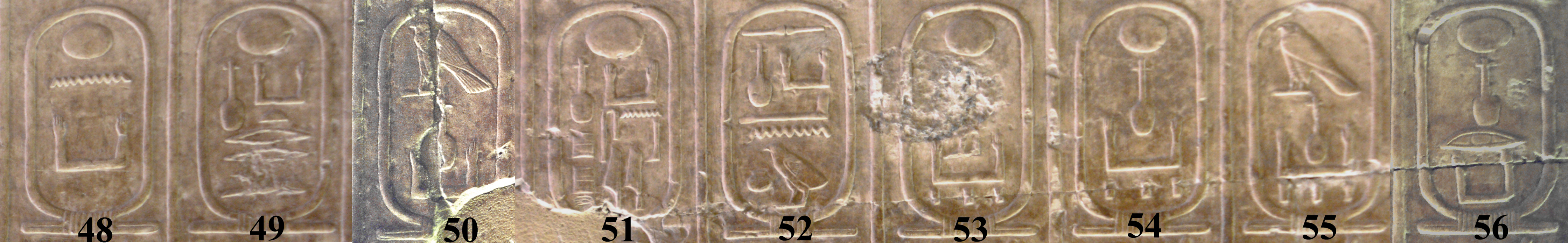
Абидосский список (фрагмент). Неферкаухор записан под № 55